# Les Ternes
Les Ternes é uma comuna francesa na região administrativa de Auvérnia-Ródano-Alpes, no departamento de Cantal. Estende-se por uma área de 18,75 km². Em 2010 a comuna tinha 602 habitantes (densidade: 32,1 hab./km²).